# 海底輪

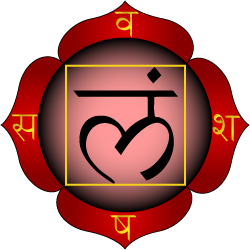
海底輪的象徵圖示，中央的種子字為lam，四周的四個花瓣上分別寫著梵文字母 va、scha、sha、 sa。黃色的四方形象徵四大元素中的土

海底輪（梵文：मूलाधार），又稱"基底輪"、"根脈輪"，印度瑜伽認為，它是人體的七個脈輪之一，位於脊椎骨的末端，介於生殖器開口與肛門之間。它的代表色是紅色，但是在它中間，通常會畫上一個黃色的正方形。

## 外部連結
- Description of Muladhara Chakra from Kheper.net （页面存档备份，存于）
- Sahaja Yoga description of Muladhara Chakra